# Garamszentkereszt
Garamszentkereszt (szlovákul Žiar nad Hronom, kiejtéseⓘ korábban Svätý Kríž nad Hronom, németül Heiligenkreuz an der Gran) város Szlovákiában, a Besztercebányai kerület Garamszentkereszti járásának székhelye.

## Fekvése
Körmöcbányától 15 km-re délre, a Garam folyó partján fekszik. Felsőapáti és Saskőváralja tartozik hozzá.

## Nevének eredete
A Szent Kereszt felmagasztalása tiszteletére szentelt templomáról kapta a nevét. Névelőtagja a Garam-folyó menti fekvésére utal. 1890-ig Barsszentkeresztnek hívták (régi névelőtagja az egykori Bars vármegyéhez tartozására utalt).

## Története
A város területén már ősidők óta éltek emberek. A bronzkorból a lausitzi kultúra, illetve hallstatt és a latén kori tárgyi emlékek kerültek itt elő. Később kelta törzsek éltek a területen. A szlávok a 6. században jelentek meg itt először.
Garamszentkeresztet 1075-ben I. Géza király adománylevelében „Kerestur" alakban említik először. A király a birtokot a garamszentbenedeki bencés apátságnak adja. Ezt követően alapították bencés apátságát, de a rend nem tartotta meg. Vámja részben a garamszentbenedeki apátságé, részben az esztergomi érsekségé volt. A 15. század közepén a husziták megerősítették. Később ennek átalakításával épült meg az érseki várkastély, az esztergomi érsekek nyári rezidenciája, melyet 1631-ben Pázmány Péter helyreállíttatott, később klasszicista stílusban alakították át.
A település 1237-ben „Cristur" néven szerepel oklevélben. 1246-ban Váncsa István esztergomi érsek a település lakóinak nemesi jogokat ad. Ekkor „Villa Sancte Crusis de Susal" alakban szerepel az oklevélben. 1536-ban 28 porta után adózott. 1571-ben uradalmi központ, melyhez több falu is tartozott és egyben város 2 nemesi kúria résszel, 55 jobbággyal, 5 házas és 14 másnál lakó zsellérrel. 1601-ben plébánia, iskola, malom, és 79 lakóház állt a településen, közülük 3 nemesi kúria. A 17. században többször volt megyegyűlés színhelye. 1678. november 1-jén itt szenvedett vereséget Thököly Imre magyar–francia–lengyel serege Georg Stephan Wrbna császári tábornok seregétől. Ebben az évben alakult meg a város első céhe, a szabóké. 1690-ben vásártartási jogot kapott. 1703. november 20-án is kisebb csata dúlt a város alatt a császári és kuruc seregek között. A kurucok 1708-ig tudták megtartani a várost. 1720-ban 89 adózó polgára volt, közülük 21 kézműves (csizmadiák, lakatosok, szabók, szűcsök, kocsmárosok és kereskedők). Az érseki kastély 1776-ban az újonnan alapított besztercebányai püspökségé lett és a püspökök kedvelt nyári tartózkodási helye volt.
A 18. század végén Vályi András így ír róla: „SZENT KERESZT. Fanum S. Crucis, Svati Kriz. Tót Mezőváros Bars Várm. jeles Uradalom is, mellyhez számos helységek tartoznak, földes Ura a’ Besztertze Bányai Püspökség, lakosai katolikusok, és másfélék is, fekszik Garam vize’ partyánál, Körmötzhöz délre két mértföldnyire, ’s az Uraságnak jeles kastéllyával, és szép úri kertyével díszesíttetik; nevezetesítette Tökölyieknek megverettetések, midőn régi lakosai is eleget szenyvedtek; 1726-dikban pedig a’ tűz által sanyargattattak; határja középszerű, gyümöltsei, kivált az Uraságé, jelesek, réttyei jók, vagyonnyai meglehetősek."
1828-ban 136 házában 955 lakos élt. 1875-ben Garamszentkereszt járási székhely lett, 55 falu tartozott hozzá.
A 19. század közepén Fényes Elek eképpen írja le: „Szent-Kereszt, (Heiligen Kreuz, Swaty Krizs), tót m. v., Bars vmegyében, a Garan jobb partján, Körmöcz és Selmecz közt, mindeniktől 2 mértföldnyire, egy kies vidéken. Határa hegyes, és csak közép termékenységü; gyümölcse sok; fája bőven; az uraság rétei szépek. Lakja 951 kath., 4 evang. Diszére szolgál a kath. parochial. templom s az uraság kastélya egy csinos kerttel. F. ura a beszterczei püspök, s feje egy uradalomnak, mellyhez még 18 helység tartozik."
Borovszky monográfiasorozatának Bars vármegyét tárgyaló része szerint: „Garamszentkereszt, a Garamvölgyben fekvő magyar és tót kisközség, 1390 r. kath. lakossal, kik között a tótok túlsúlyban vannak. E községben benedekrendi apátság volt, mely sok viszontagság után a többi barsmegyei apátságok sorsára jutva, feloszlott; birtokai az esztergomi érsekségnek, később pedig részben a beszterczebányai püspökségnek jutottak, a czim "Abbatia S. Crucis iuxta Granum" fennmaradt, s utoljára Novák Ferencz győri székesegyházi kanonok viselte. (Czinár Mór "Monasterologia Regni Hungariae" Tom. I. pag. 301.) Az alapító oklevélben Villa Keresztur in terra Susoly körülirással szerepel, míg 1246-ban Oppidum Keresztur és villa S. Crucis de Susal alakban. IV. Béla a község adójának kétharmadát itéli oda az apátságnak. 1246-ban Vancsay István esztergomi érsek az ide települő lakosoknak 3 évre adómentességet engedélyez és megállapítja a várgróf, a vicecomes és a plébános járandóságát. 1488-ban az esztergomi érseknek itt vámja volt. 1527-ben már Zenthkereszt alias Keresztur körülirással említik, mikor régi gótikus egyháza is említve van. 1664-ben Souches tábornok itt nagy győzelmet aratott a törökökön, ellenben 1678-ban Thököly Imre csatát vesztett. Az esztergomi érsekség szentkereszti uradalmához a XVII. század végén a következő községek tartoztak: Nagy-Lócsa, Preszta-Wlk, Trubin, Kis-Lócsa, Új-Lehota, Jano-Lehota, Koszorén, Szlaska, Kaproncza, Lutilla, Kremniczka, Bartos-Lehotka, Jasztrabi, Pityelowá, Nyewolno, Németi, Csejkő és Szőlős. 36Ezeket később a beszterczebányai püspökség uradalmához csatolták és akkor Heiligen-Kreitz német nevével is találkozunk. 1726-ban az egész község a templommal együtt tűzvész martaléka lett. A Rákóczy-féle szabadságharcz alatt is szerepelt, a mikor 1706 szeptember 28-án Stahremberg császári vezér bevette. A XVII. század vége felé a vármegye itt is tartotta közgyűlését, a mostani püspöki palotában, mely már Pázmány Péter előtt mint várkastély fennállott. Pázmány 1631-ben romjaiból felépíttette, míg Lippay érsek bástyákkal és tornyokkal erősítette meg. Moyses István beszterczebányai püspök a tornyokat egy emelettel magasabbra emeltette és Dr. Rimély Károly jelenlegi püspök a kastélyt ujonnan épült nagyszabásu diszes lépcsőházzal látta el. E kastélyban halt meg Pázmány Péter karjai között Forgách Ferencz esztergomi érsek. A XVIII. század végén a kastély a beszterczebányai püspökké lett. 1690-ben itt már megalakult a varga-czéh. E község különben a pápai tizedszedők jegyzékében is előfordul. Ősi, XIV. századbeli temploma elpusztult és helyére építtette Zerdahelyi Gábor beszterczebányai püspök 1806-ban a mostani díszes templomot, melynek sírboltjában Berchtoldt Ferencz, Zerdahelyi Gábor, Belánszky József és Moyses István beszterczebányai püspökök pihennek. A templomban egy nagybecsű, gótikus, zománczos, aranyozott, ezüstkehely van. E községben tartotta kirándulása alkalmával gyűlését 1874-ben a történelmi társulat, gróf Mikó Imre, valamint Horváth Mihály és Ipolyi Arnold püspökök elnöklete alatt. A község határa gazdag kitünő bazaltban. Van itt nagyobb szabású malomkőbánya és gyár is. Kőszene is van, de még nem bányászszák. A lakosok kaszinóegyesületet és katholikus kört tartanak fenn. A község járási székhely, van postája, távirója és vasúti állomás."
Ernyey József 1911-ben itt is fényképfelvételeket készített, például a zsinagógáról. A trianoni békediktátumig Bars vármegye Garamszentkereszti járásának székhelye volt.
Az első  világháború után sok lakója kivándorolt, többen pedig Ausztriában végeztek mezőgazdasági idénymunkákat. A második világháború idején lakói támogatták a szlovák nemzeti felkelést. 1944 szeptemberében itt működött az 1. csehszlovák partizánbrigád parancsnoksága. Szeptember végén súlyos harcok kezdődtek itt, melyek során a németek elfoglalták, és fogolytábort létesítettek a területén. A várost csak 1945. március 31-én szállta meg a Vörös Hadsereg. Az 1950-es években a korábban mezőgazdasági településből modern iparváros lett. Több ipari üzem is létesült, alumíniumkohója 1955-ben kezdte meg működését. A 20. század második felében több lakótelepet is építettek, melyek a város arculatát teljesen megváltoztatták.

## Népessége
| Év:            | 1994.  | 2004.   | 2014.   | 2024.    |
| -------------- | ------ | ------- | ------- | -------- |
| Emberek száma: | 20 261 | 19 718  | 19 558  | 16 677   |
| Eltérés:       |        | -2,68 % | -0,81 % | -14,73 % |

| Év:            | 2023.  | 2024.   |
| -------------- | ------ | ------- |
| Emberek száma: | 16 879 | 16 677  |
| Eltérés:       |        | -1,19 % |

1880-ban 1157 lakosából 1025 szlovák, 63 német, 42 magyar anyanyelvű, 2 idegen és 25 csecsemő volt.
1890-ben 1289 lakosából 82 magyar és 1129 szlovák anyanyelvű volt.
1900-ban 1390 lakosából 114 magyar és 1194 szlovák anyanyelvű volt.
1910-ben 1507 lakosából 1323 szlovák, 127 magyar és 57 német anyanyelvű volt.
1921-ben 1371 lakosából 15 magyar és 1327 csehszlovák volt.
1930-ban 1358 lakosából 10 magyar, 12 német, 26 zsidó, 1296 csehszlovák és 14 állampolgárság nélküli volt. Ebből 1276 római katolikus, 46 izraelita, 15 evangélikus, 8 református, 2 görög katolikus és 11 egyéb vallású volt. Felsőapátin 983 csehszlovák élt.
1970-ben 12151 lakosából 248 magyar és 11553 szlovák volt. Saskőváralján 416 szlovák élt.
1980-ban 19098 lakosából 191 magyar és 18442 szlovák volt.
1991-ben 21516 lakosából 182 magyar és 20539 szlovák volt. 
2001-ben 19945 lakosából 138 magyar és 18802 szlovák volt. 
2011-ben 19 883 lakosából 15 484 szlovák, 565 cigány, 98 cseh, 84 magyar és 3580 ismeretlen nemzetiségű volt.
2021-ben 17 578 lakosából 15 490 (+79) szlovák, 73 (+133) cigány, 64 (+22) magyar, 10 (+15) ruszin, 156 (+25) egyéb és 1785 ismeretlen nemzetiségű volt.

## Neves személyek
- Pusztaszentkereszten született 1836-ban Szabó Károly református teológus, főgimnáziumi tanár.
- Itt született 1865-ben Abonyi Árpád (Csiba) író, kolozsvári, majd budapesti újságíró.
- Felsőapátin született 1933-ban Mária Rejholcová szlovák régész.
- Itt született 1995-ben Milan Škriniar szlovák válogatott labdarúgó.
- Itt hunyt el 1869-ben Štefan Moyzes besztercebányai római katolikus püspök.
- Itt hunyt el 1904-ben Rimely Károly besztercebányai püspök.
- Itt hunyt el 1943-ban Marián Blaha besztercebányai püspök.
- Itt hunyt el 2017-ben Milan Adamčiak szlovák konceptuális művész, vizuális költő, zeneszerző és zenész.

## Nevezetességei
- Az egykori érseki várkastélyt 1631-ben Pázmány Péter építtette. 1782 és 1794 között átépítették, 1850 és 1869 között magasították. A besztercebányai püspökök közül különösen Moyses István kedvelte, állandóan itt tartózkodott. 1944-ig püspöki nyaraló volt, ma hivatalok vannak benne.
- Szent Kereszt Felmagasztalása tiszteletére szentelt római katolikus temploma 1808 és 1813 között épült a lebontott középkori templom helyén. Timpanonjában Szerdahelyi Gábor püspöki címere látható.
- A templom előtt álló Nepomuki Szent János szobor 18. századi.
- A plébánia épülete 1766-ban épült.
- A körmöcbányai út mellett álló Szűz Mária kápolna 1709 és 1711 között készült.
- A város határában magasodó hegyen áll Saskő várának romja. A várat 1253-ban említik először. Előbb érseki, majd királyi birtok. Későbbi története során több birtokosa volt, végül 1677-ben Thököly Imre foglalta el és lerombolta. Többé már nem építették újjá.
- 2023 óta a város nevét viseli a 121336 Žiarnadhronom kisbolygó.[9]

## Képek

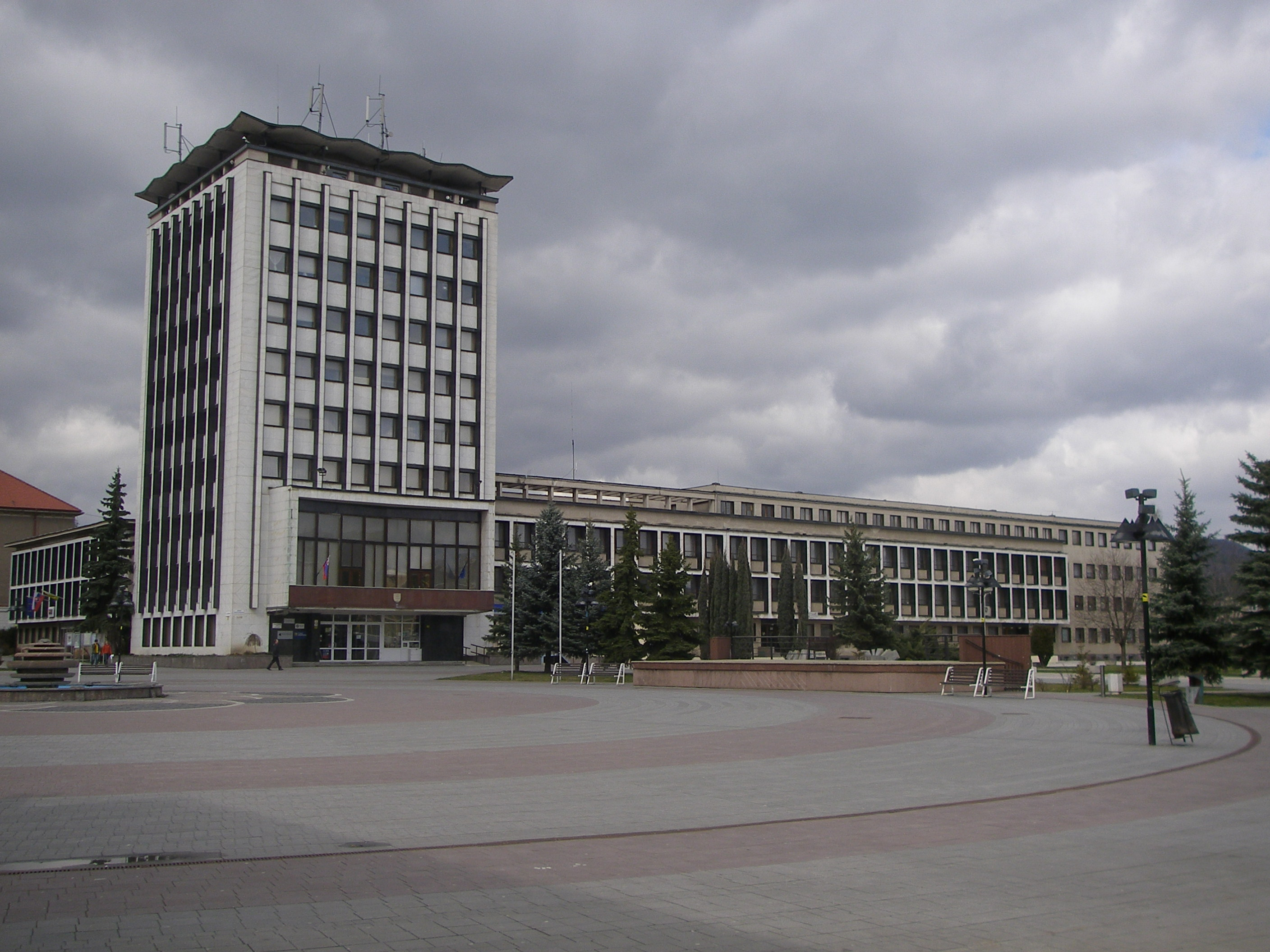
Matica slovenská tér
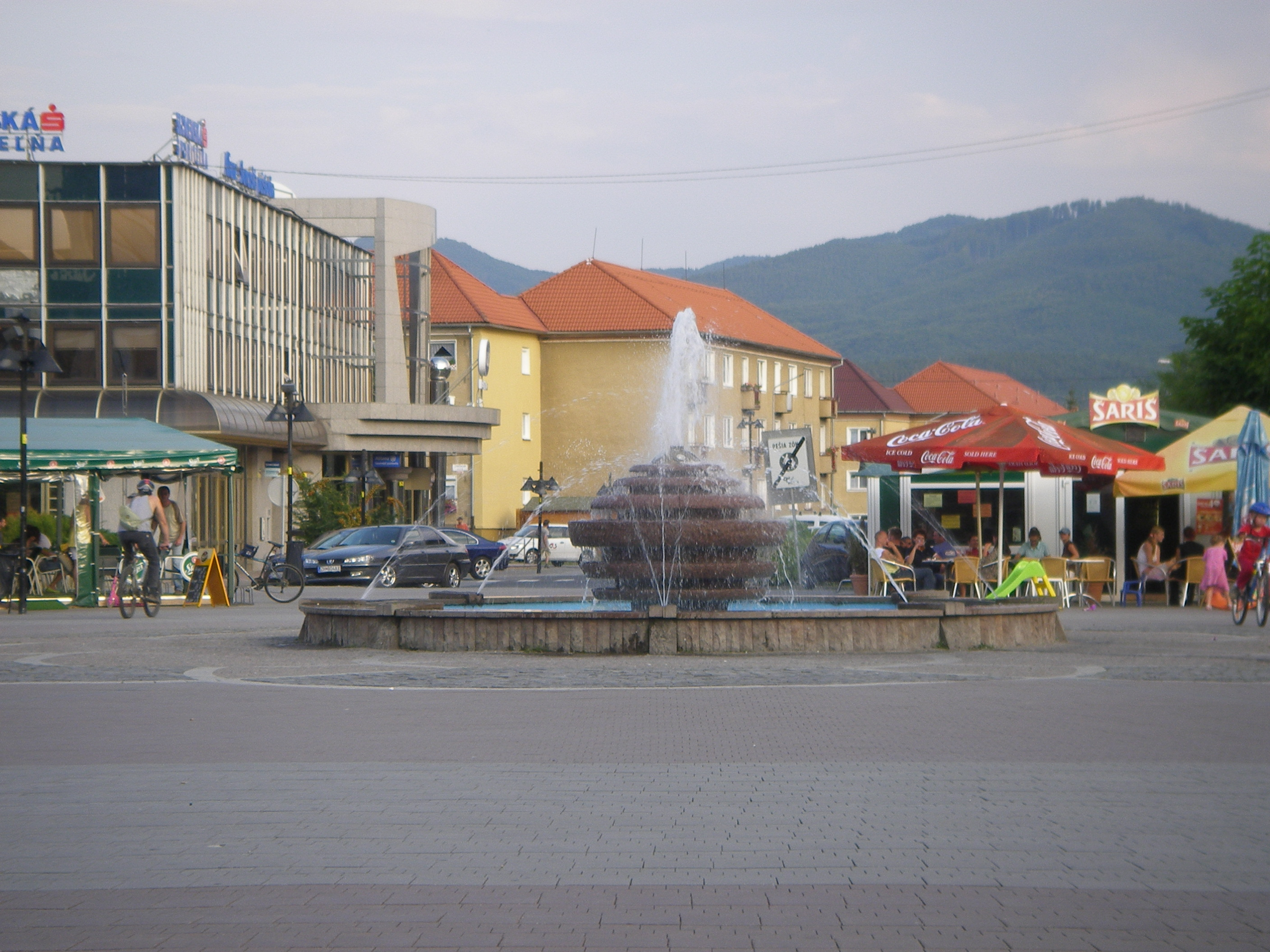
A városközpont
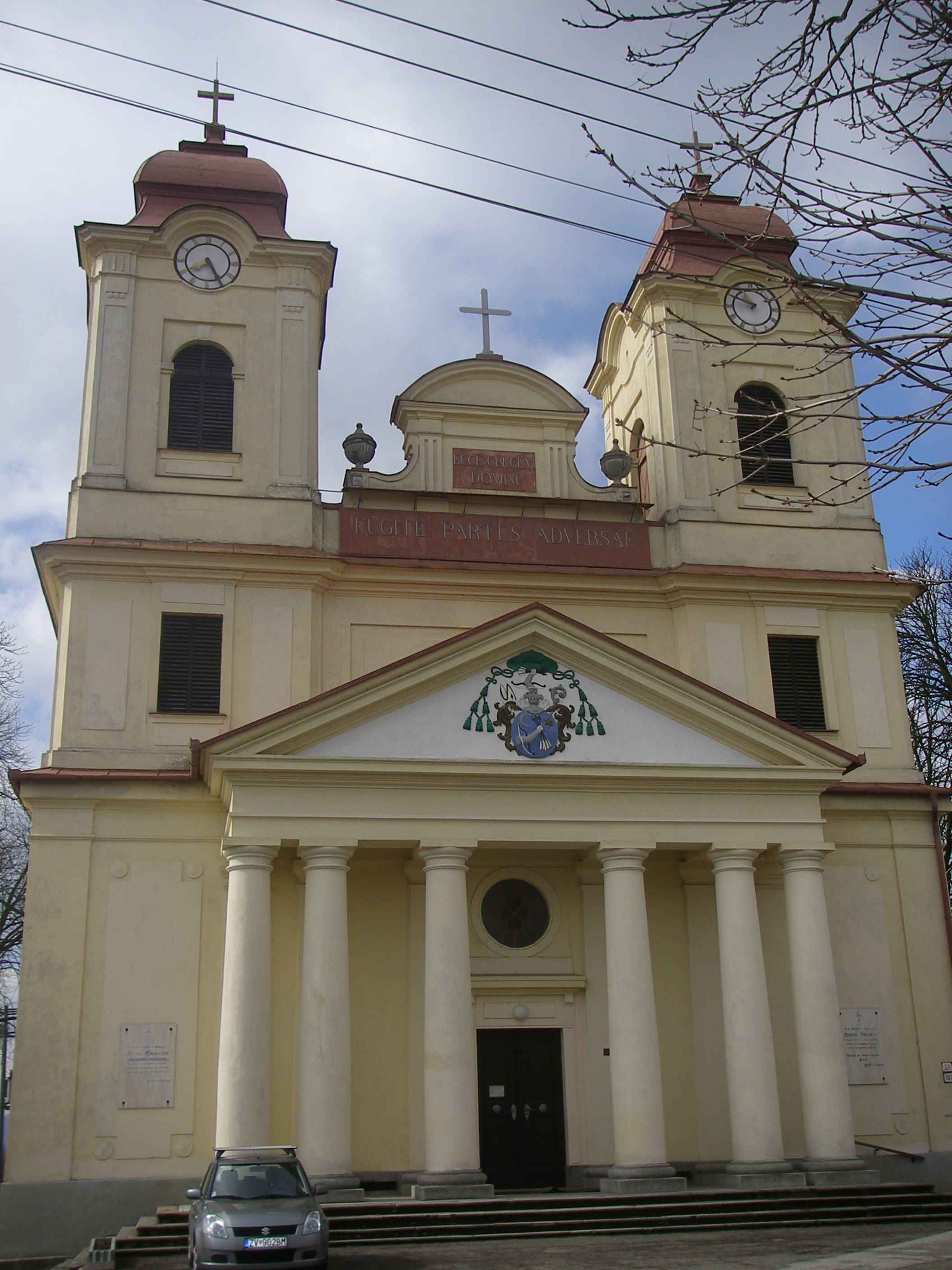
A Szent Kereszt-templom
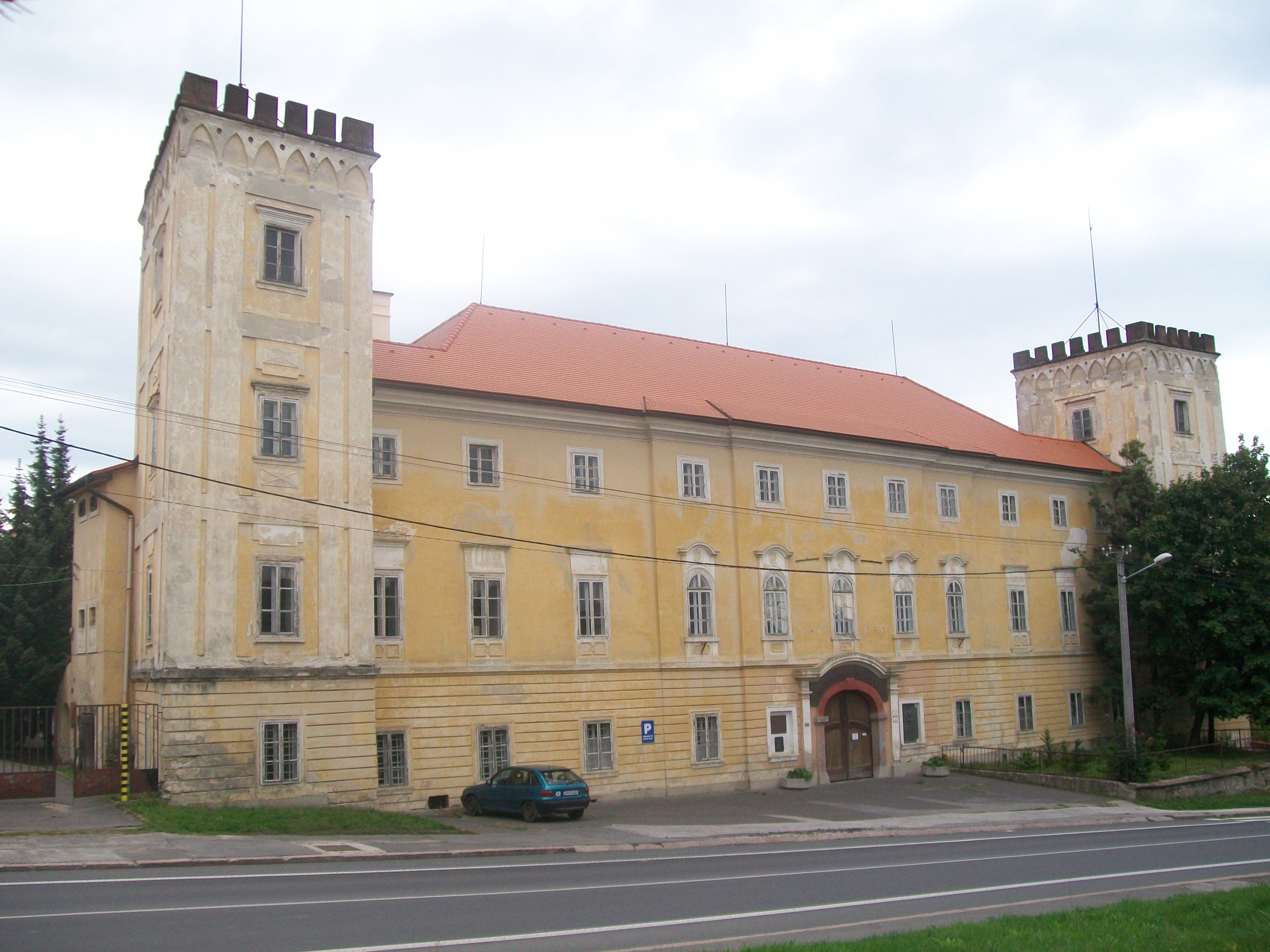
Az érseki várkastély
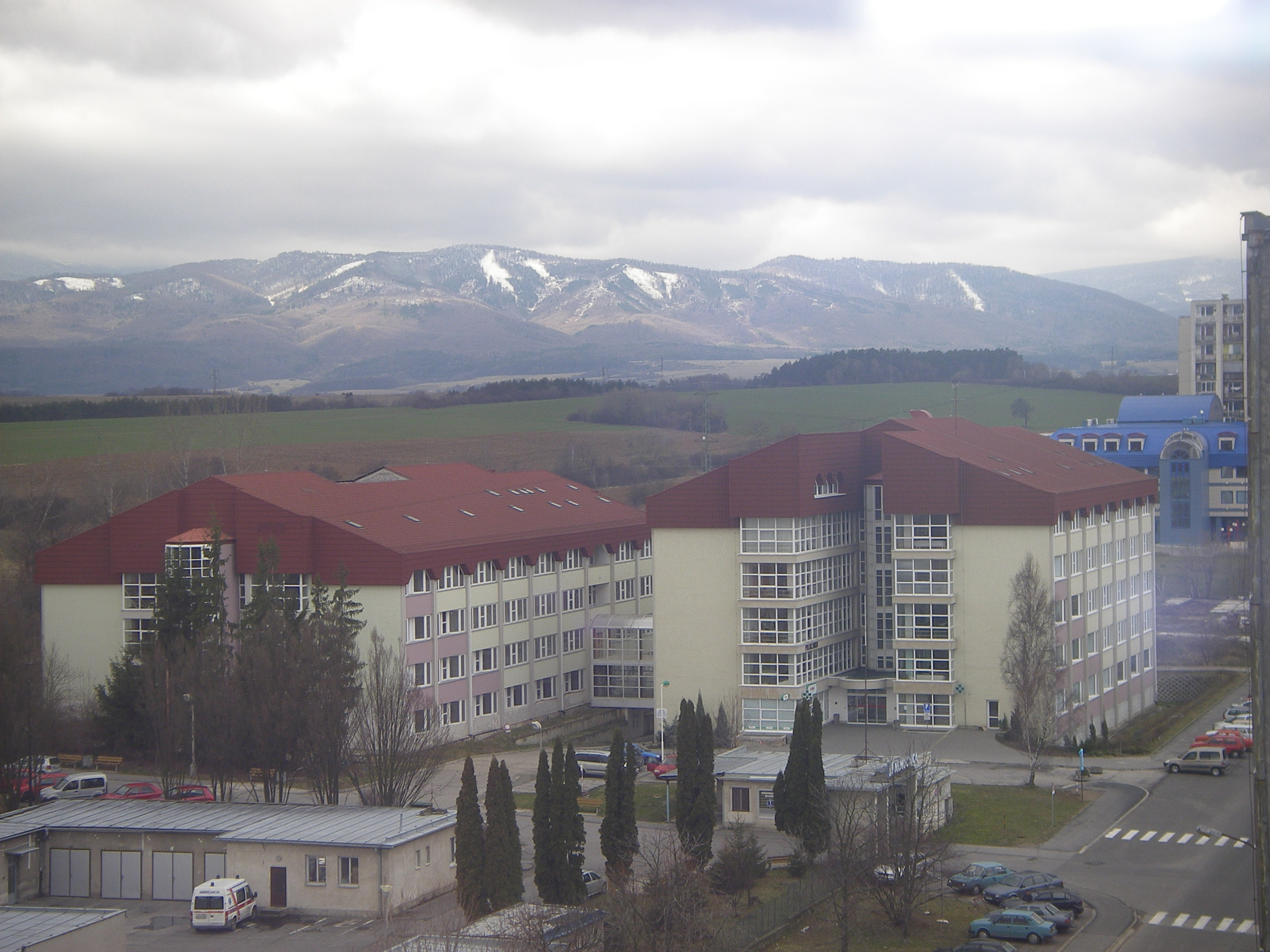
A kórház épülettömbje
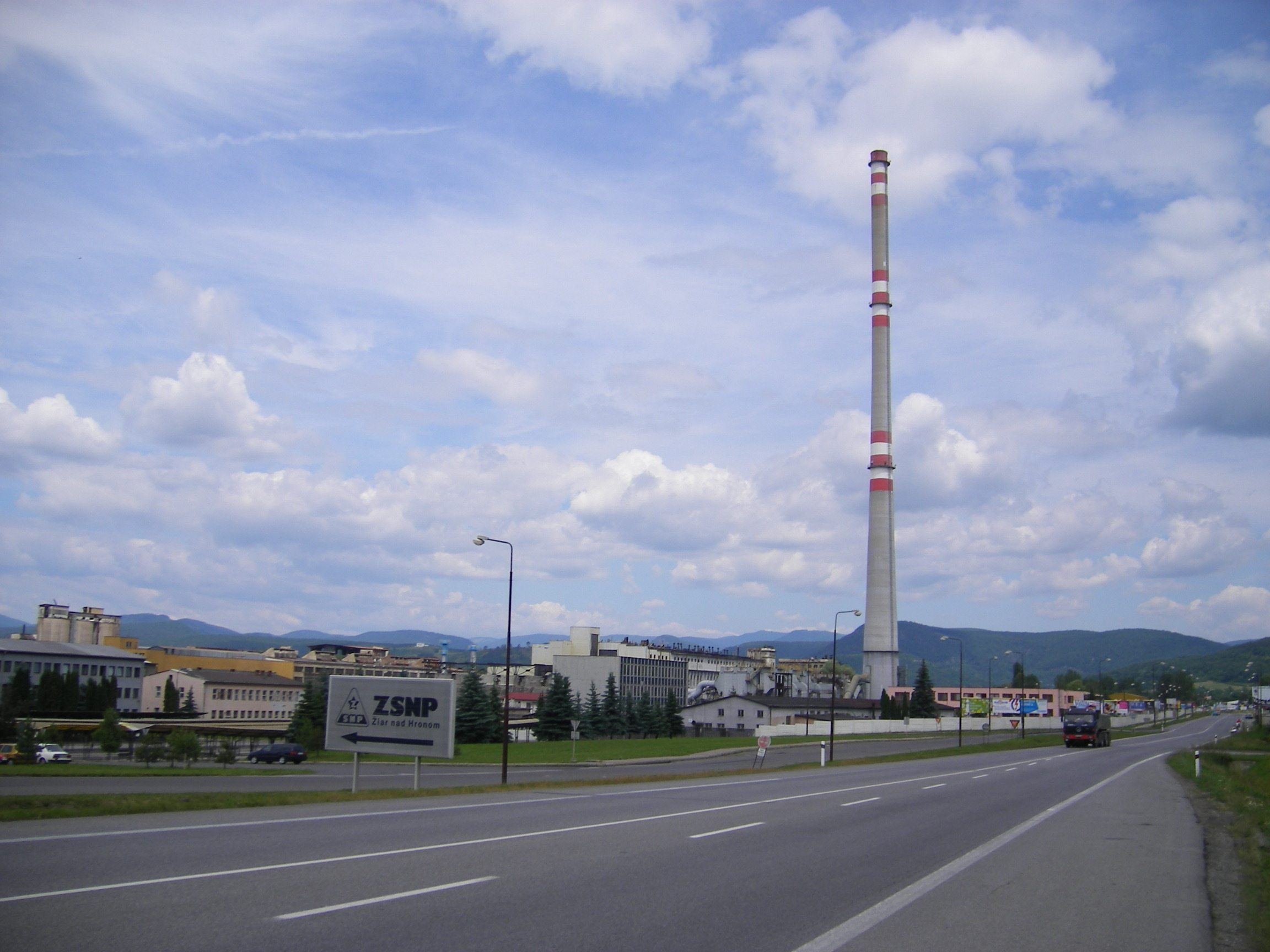
SNP gyár